# سناء أمانات

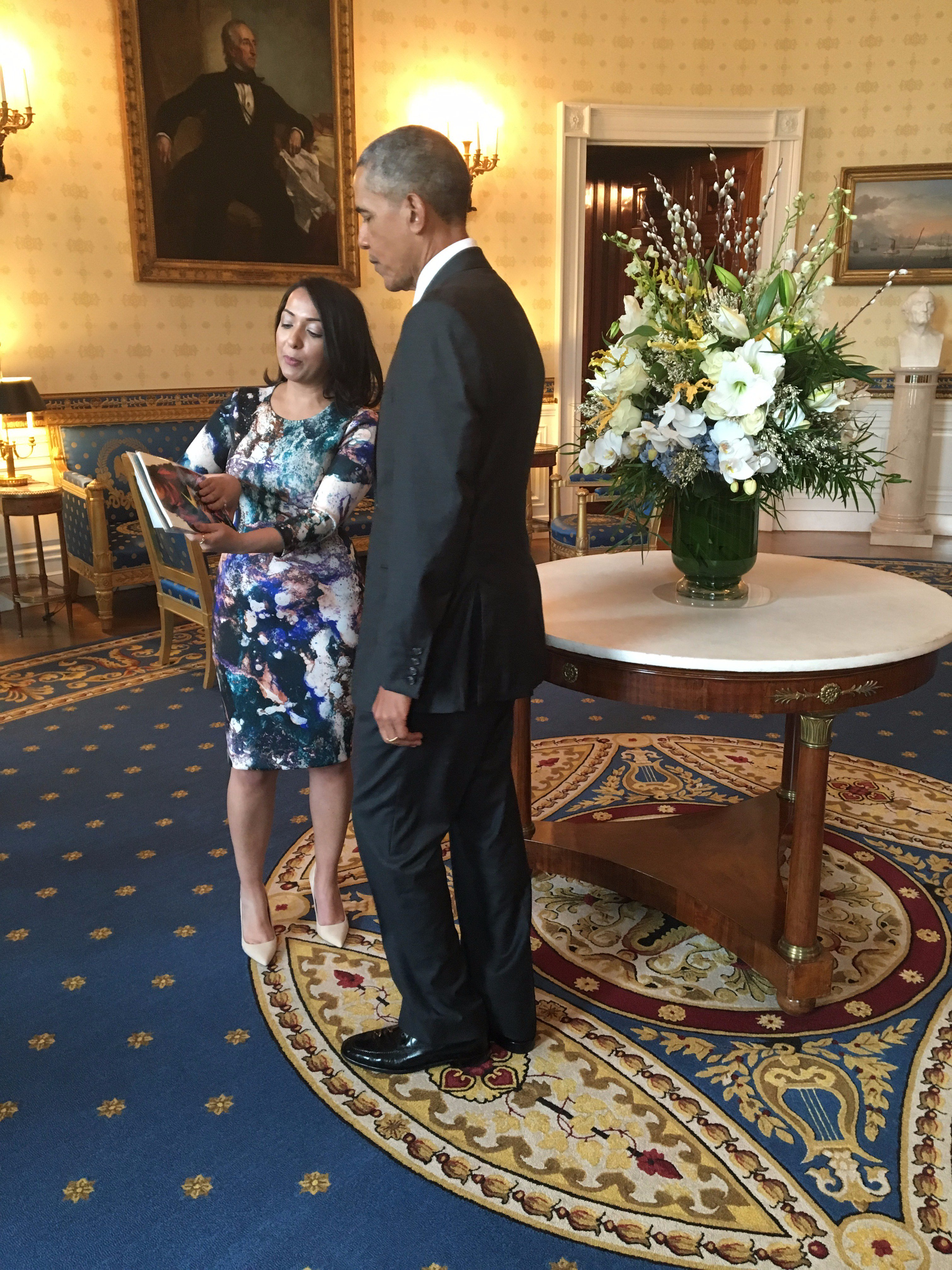
سناء أمانات في مقابلة مع باراك أوباما

سناء أمانات (بالإنجليزية: Sana Amanat)‏ مؤلفة ومحررة كتب هزلية أمريكية. هي مديرة ومحررة في مارفل كومكس، حيث تقوم بتطوير وإدارة المحتوى الإبداعي لخطوط النشر المختلفة للشركة. أبرز أعمالها تشمل أنليميتيت كوميكس: سبايدر مان و كابتن مارفل. وقد شاركت في إنشاء أول سلسلة منفردة لمارفيل لإبراز بطلة خارقة مسلمة السيدة مارفل التي نالت أهتمام وسائل الاعلام في جميع أنحاء العالم.

## النشأة
ولدت أمانات في أسرة باكستانية. وعاشت مع والديها اللذان كانا من المهاجرين الباكستانيين، في ضاحية يغلب عليها البيض في نيو جيرسي. خلال طفولتها، واجهت أمانات صعوبة في التأقلم مع الهوية الذاتية وكافحت في كثير من الأحيان لأنها كانت ترغب في أن تكون بيضاء بنفسها. وهي أيضاً مثالية لجمال النساء الذين كانوا شقر وبيض.

## المهنية
درست امانات العلوم السياسية مع التركيز على الشرق الأوسط في كلية بارنارد في جامعة كولومبيا في عام 2004. بعد الجامعة، عملت أمانات في نشر المجلات حتى أنها حصلت على منصب مع شركة كتاب هزلي إيندي. بعد عامين، خرجت الشركة من العمل، لكن أمانات شعرت بالثقة بصوت جديد في مجال يهيمن عليه الرجال.
أنضمت أمانات إلى مارفل كومكس في عام 2009. وهي حاليًا مديرة تطوير المحتوى والشخصيات في مارفل كومكس. في عام 2014، شاركت في إنشاء أول سلسلة منفرد من إنتاج شركة مارفل لعرض شخصية إسلامية خارقة تدعى السيدة مارفل. وأثناء إنشاء الكوميكس، أستندت إلى تجربتها الخاصة كطفل لمهاجرين باكستانيين في ضواحي نيو جيرسي على أمل ألا يختبر الجيل التالي رفض الهوية كما فعلته من خلال بطلة خارقة يمكن التحكم بها. أمضى الكوميكس عدة أسابيع على قائمة أفضل الكتب مبيعاً في نيويورك تايمز وفاز أيضاً بجائزة هيوغو لأفضل قصة جرافيك في عام 2015. تبيع السيدة مارفل مبيعات رقمية أكثر بكثير من المتاجر، وفي بعض الأحيان كانت البائع الرقمي الأكبر لشركة مارفل في مجملها.
في عرضها في تيد توك، قالت أمانات بإن «الفكرة الكبيرة وراء السيدة مارفيل [كانت] تتعلق بدرجة كبيرة بتمثيل الأقليات، كانت الفكرة الأكبر هي إيجاد نفسك الأصيلة». كان العديد من الكتاب الشباب والعرقيون متحمسون لرؤية كامالا خان التي بدت مثلهم وجائت من خلفية مشابهة.

## وصلات خارجية
- minib622 على تويتر.
- على Marvel.com في Marvel.com